# 13. Screen Actors Guild-gála
A 13. Screen Actors Guild-gála a 2006-os év legjobb filmes és televíziós alakításait értékelte. A díjátadót 2007. január 28-án tartották a Los Angeles-i Shrine Auditoriumban. A ceremóniát a TNT és a TBS televízióadó közvetítette élőben, a jelöltek listáját pedig 2007. január 4-én jelentették be.

## Győztesek és jelöltek

### Film
| Legjobb férfi főszereplő | Legjobb férfi főszereplő | Legjobb női főszereplő     | Legjobb női főszereplő |
| --- | --- | -------------------------- | --- |
| | - Forest Whitaker – Az utolsó skót király (Idi Amin Dada) - Leonardo DiCaprio – Véres gyémánt (Danny Archer) - Ryan Gosling – Fél Nelson (Dan Dunne) - Peter O’Toole – Vénusz (Maurice) - Will Smith – A boldogság nyomában (Chris Gardner)                                 |                            | - Helen Mirren – A királynő (II. Erzsébet brit királynő) - Penélope Cruz – Volver (Raimunda) - Judi Dench – Egy botrány részletei (Barbara Covett) - Meryl Streep – Az ördög Pradát visel (Miranda Priestly) - Kate Winslet – Apró titkok (Sarah Pierce) |
| Legjobb férfi mellékszereplő | Legjobb férfi mellékszereplő | Legjobb női mellékszereplő | Legjobb női mellékszereplő |
| | - Eddie Murphy – Dreamgirls (James "Thunder" Early) - Alan Arkin – A család kicsi kincse (Edwin Hoover) - Leonardo DiCaprio – A tégla (Billy Costigan) - Jackie Earle Haley – Apró titkok (Ronald "Ronnie" James McGorvey) - Djimon Hounsou – Véres gyémánt (Solomon Vandy) |                            | - Jennifer Hudson – Dreamgirls (Effie White) - Adriana Barraza – Bábel (Amelia) - Cate Blanchett – Egy botrány részletei (Sheba Hart) - Abigail Breslin – A család kicsi kincse (Olive Hoover) - Kikucsi Rinko – Bábel (Cheiko Wataya)                   |
| Legjobb szereplőgárda (mozifilm) | |                            | |
| - A család kicsi kincse – Alan Arkin, Abigail Breslin, Steve Carell, Toni Collette, Paul Dano, Greg Kinnear - Bábel – Adriana Barraza, Cate Blanchett, Gael García Bernal, Kikucsi Rinko, Brad Pitt, Kōji Yakusho - Bobby Kennedy – A végzetes nap – Harry Belafonte, Joy Bryant, Nick Cannon, Emilio Estevez, Laurence Fishburne, Brian Geraghty, Heather Graham, Anthony Hopkins, Helen Hunt, Joshua Jackson, David Krumholtz, Ashton Kutcher, Shia LaBeouf, Lindsay Lohan, William H. Macy, Svetlana Metkina, Demi Moore, Freddy Rodriguez, Martin Sheen, Christian Slater, Sharon Stone, Jacob Vargas, Mary Elizabeth Winstead, Elijah Wood - A tégla – Anthony Anderson, Alec Baldwin, Matt Damon, Leonardo DiCaprio, Vera Farmiga, Jack Nicholson, Martin Sheen, Mark Wahlberg, Ray Winstone - Dreamgirls – Hinton Battle, Jamie Foxx, Danny Glover, Jennifer Hudson, Beyoncé Knowles, Sharon Leal, Eddie Murphy, Keith Robinson, Anika Noni Rose | |                            | |

### Televízió
| Legjobb színész (minisorozat vagy tévéfilm) | Legjobb színész (minisorozat vagy tévéfilm) | Legjobb színésznő (minisorozat vagy tévéfilm) | Legjobb színésznő (minisorozat vagy tévéfilm) |
| --- | --- | --------------------------------------------- | --- |
| | - Jeremy Irons – Elizabeth (Leicester grófja) - Thomas Haden Church – A szabadság útján (Tom Harte) - Robert Duvall – A szabadság útján (Prentice "Print" Ritter) - William H. Macy – Nightmares & Dreamscapes: From the Stories of Stephen King (Clyde Umney) - Matthew Perry – A diadal (Ron Clark) |                                               | - Helen Mirren – Elizabeth (I. Erzsébet angol királynő) - Annette Bening – Mrs. Harris (Jean Harris) - Shirley Jones – Isten háta mögött (Batty) - Cloris Leachman – Mrs. Harris (Pearl Schwartz) - Greta Scacchi – A szabadság útján (Mrs. Nola Johns)                                                                       |
| Legjobb színész (drámasorozat) | Legjobb színész (drámasorozat) | Legjobb színésznő (drámasorozat)              | Legjobb színésznő (drámasorozat) |
| | - Hugh Laurie – Doktor House (Dr. Gregory House) - James Gandolfini – Maffiózók (Tony Soprano) - Michael C. Hall – Dexter (Dexter Morgan) - James Spader – Boston Legal – Jogi játszmák (Alan Shore) - Kiefer Sutherland – 24 (Jack Bauer)                                                            |                                               | - Chandra Wilson – A Grace klinika (Miranda Bailey) - Patricia Arquette – A médium (Allison DuBois) - Edie Falco – Maffiózók (Carmela Soprano) - Mariska Hargitay – Esküdt ellenségek: Különleges ügyosztály (Olivia Benson) - Kyra Sedgwick – A főnök (Brenda Leigh Johnson)                                                 |
| Legjobb színész (vígjátéksorozat) | Legjobb színész (vígjátéksorozat) | Legjobb színésznő (vígjátéksorozat)           | Legjobb színésznő (vígjátéksorozat) |
| | - Alec Baldwin – A stúdió (Jack Donaghy) - Steve Carell – The Office (Michael Scott) - Jason Lee – A nevem Earl (Earl J. Hickey) - Jeremy Piven – Törtetők (Ari Gold) - Tony Shalhoub – Monk – A flúgos nyomozó (Adrian Monk)                                                                         |                                               | - America Ferrera – Ki ez a lány? (Betty Suarez) - Felicity Huffman – Született feleségek (Lynette Scavo) - Julia Louis-Dreyfus – Christine kalandjai (Christine Campbell) - Megan Mullally – Will és Grace (Karen Walker) - Mary-Louise Parker – Nancy ül a fűben (Nancy Botwin) - Jaime Pressly – A nevem Earl (Joy Turner) |
| Legjobb szereplőgárda (drámasorozat) | |                                               | |
| - A Grace klinika – Justin Chambers, Eric Dane, Patrick Dempsey, Katherine Heigl, T. R. Knight, Sandra Oh, James Pickens Jr., Ellen Pompeo, Sara Ramirez, Kate Walsh, Isaiah Washington, Chandra Wilson - 24 – Jayne Atkinson, Jude Ciccolella, Roger Cross, Gregory Itzin, Louis Lombardi, James Morrison, Glenn Morshower, Mary Lynn Rajskub, Kim Raver, Jean Smart, Kiefer Sutherland - Boston Legal – Jogi játszmák – Rene Auberjonois, Candice Bergen, Craig Bierko, Julie Bowen, William Shatner, James Spader, Mark Valley - Deadwood – Jim Beaver, Powers Boothe, Sean Bridges, W. Earl Brown, Dayton Callie, Brian Cox, Kim Dickens, Brad Dourif, Anna Gunn, John Hawkes, Jeffrey Jones, Paula Malcomson, Gerald McRaney, Ian McShane, Timothy Olyphant, Molly Parker, Leon Rippy, William Sanderson, Brent Sexton, Bree Sheanna Wall, Robin Weigert, Titus Welliver - Maffiózók – Sharon Angela, Lorraine Bracco, Max Casella, Dominic Chianese, Edie Falco, James Gandolfini, Joseph R. Gannascoli, Dan Grimaldi, Robert Iler, Michael Imperioli, Steve Schirripa, Jamie-Lynn Sigler, Tony Sirico, Aida Turturro, Maureen Van Zandt, Steven Van Zandt, Frank Vincent                                                              | |                                               | |
| Legjobb szereplőgárda (vígjátéksorozat) | |                                               | |
| - The Office – Leslie David Baker, Brian Baumgartner, Steve Carell, David Denman, Jenna Fischer, Kate Flannery, Melora Hardin, Mindy Kaling, Angela Kinsey, John Krasinski, Paul Lieberstein, B. J. Novak, Oscar Nuñez, Phyllis Smith, Rainn Wilson - Született feleségek – Andrea Bowen, Mehcad Brooks, Richard Burgi, Ricardo Antonio Chavira, Marcia Cross, James Denton, Teri Hatcher, Josh Henderson, Zane Huett, Felicity Huffman, Kathryn Joosten, Nashawn Kearse, Brent Kinsman, Shane Kinsman, Joy Lauren, Eva Longoria, Kyle MacLachlan, Laurie Metcalf, Shawn Pyfrom, Doug Savant, Dougray Scott, Nicollette Sheridan, Brenda Strong, Kiersten Warren, Alfre Woodard - Törtetők – Kevin Connolly, Kevin Dillon, Jerry Ferrara, Adrian Grenier, Rex Lee, Debi Mazar, Jeremy Piven, Perrey Reeves - Ki ez a lány? – Alan Dale, America Ferrera, Mark Indelicato, Ashley Jensen, Eric Mabius, Becki Newton, Ana Ortiz, Tony Plana, Stelio Savante, Kevin Sussman, Michael Urie, Vanessa L. Williams - Nancy ül a fűben – Martin Donovan, Alexander Gould, Allie Grant, Indigo, Justin Kirk, Romany Malco, Andy Milder, Kevin Nealon, Maulik Pancholy, Mary-Louise Parker, Hunter Parrish, Tonye Patano, Elizabeth Perkins, Eden Sher | |                                               | |

### Screen Actors Guild-életműdíj
- Julie Andrews

## In Memoriam
A gála "in memoriam" szegmense az alábbi, 2006-ban elhunyt személyekről emlékezett meg:
- Dennis Weaver
- Edward Albert
- Robert Earl Jones
- Hargitay Miklós
- Phyllis Kirk
- Barnard Hughes
- Henderson Forsythe
- Peter Boyle
- Robert Cornthwaite
- Mako Iwamatsu
- Lee Zimmer
- Jane Wyatt
- Robert Sterling
- Moira Shearer
- Red Buttons
- Fayard Nicholas
- Paul Gleason
- June Allyson
- Arthur Franz
- Dana Reeve
- Bruno Kirby
- Richard Stahl
- Robert Donner
- Darren McGavin
- Maureen Stapleton
- Arthur Hill
- Chris Penn
- Frances Bergen
- Elizabeth Allen
- Al Lewis
- James Brown
- Mike Evans
- Patrick Quinn
- Pedro Gonzalez-Gonzalez
- Franklin Cover
- Yvonne De Carlo
- Don Knotts
- Jack Warden
- Glenn Ford
- Jack Palance

## Fordítás
- Ez a szócikk részben vagy egészben  a(z)   13th Screen Actors Guild Awards című angol Wikipédia-szócikk fordításán alapul.  Az eredeti cikk szerkesztőit annak laptörténete sorolja fel. Ez a jelzés csupán a megfogalmazás eredetét és a szerzői jogokat jelzi, nem szolgál a cikkben szereplő információk forrásmegjelöléseként.